# Indywidualny Puchar FIM w Ice Speedwayu 1963
Indywidualny Puchar FIM w Ice Speedwayu 1963 (ang. 1963 FIM Ice Racing Trophy) – indywidualne zawody w wyścigach motocyklowych na lodzie zorganizowane w lutym 1963 roku pod patronatem Międzynarodowej Federacji Motocyklowej (FIM). Były to pierwsze oficjalne zawody międzynarodowe w lodowej odmianie sportu żużlowego.

## Historia i zasady
Organizacja oficjalnych międzynarodowych zawodów w ice speedwaya pod patronatem FIM stało się możliwe, po tym jak na kongresie tej organizacji w 1961 roku przyjęte zostały międzynarodowe przepisy dla tej dyscypliny sportu. Rozgrywki o puchar składały się z dwóch etapów: pięciu rund w ZSRR i pięciu w Szwecji, a klasyfikowanych było po trzech zawodników z ZSRR, Szwecji i Finlandii. Z maksymalną liczbą punktów wygrał Boris Samorodow, przed rodakiem Wsiewołodem Nierytowem i Szwedem Åke Östblomem. W kolejnym sezonie ranga zawodów została podniesiona do mistrzostw Europy.

## Punktacja
Punktowane były po trzy najlepsze występy z pięciu rozgrywanych w ZSRR i w Szwecji.
| Miejsce | 1 | 2 | 3 | 4 | 5 | 6 |
| ------- | - | - | - | - | - | - |
| Punkty  | 8 | 6 | 4 | 3 | 2 | 1 |

## Zawodnicy
Regulamin zawodów przewidywał, że klasyfikowani będą po trzej zawodnicy z ZSRR, Szwecji i Finlandii.

### Stali uczestnicy
- Boris Samorodow
- Wsiewołod Nierytow
- Boris Zacharow
- Åke Östblom
- Kjell Svensson
- Willihard Thomsson
- Antti Pajari
- Antero Salasto
- Martti Assinen

Pozostali uczestnicy poszczególnych rund startowali poza klasyfikacją. W trakcie rozgrywania cyklu zmieniały się składy poszczególnych reprezentacji, kontuzjowanego Zacharowa zastąpił Gabdrachman Kadyrow, fińskich zawodników Salasto i Assinena oraz kontuzjowanego Svenssona zastępowali m.in. Ove Fundin, Björn Knutsson, Per Olof Söderman, Berndt Hörnfeldt i Olle Nygren. W rundach rozgrywanych w Ufie startowali także zawodnicy z Austrii i Mongolii.

## Terminarz
| Lp. | Data      | Stadion                   | Miasto    | Zwycięzca                                      |
| --- | --------- | ------------------------- | --------- | ---------------------------------------------- |
| 1   | 2 lutego  | Łużniki                   | Moskwa    | Boris Samorodow                                |
| 2   | 3 lutego  | Łużniki                   | Moskwa    | Boris Samorodow                                |
| 3   | 5 lutego  | Trud                      | Ufa       | Boris Samorodow                                |
| 4   | 6 lutego  | Trud                      | Ufa       | Wsiewołod Nierytow                             |
| 5   | 7 lutego  | Trud                      | Ufa       | Boris Samorodow                                |
| 6   | 10 lutego | Rocklunda bandystadion    | Västerås  | Boris Samorodow                                |
| 7   | 13 lutego | Stockholms Olympiastadion | Sztokholm | Boris Samorodow                                |
| 8   | 14 lutego | Nässjö Motorstadion       | Nässjö    | Gabdrachman Kadyrow                            |
| 9   | 15 lutego | Ullevi                    | Göteborg  | Boris Samorodow                                |
| 10  | 17 lutego | Avesta Motorstadion       | Avesta    | Boris Samorodow, Olle Nygren, Berndt Hörnfeldt |

## Klasyfikacja końcowa
| Poz | Zawodnik            | 1 | 2 | 3 | 4 | 5 | 6   | 7 | 8   | 9 | 10 | Punkty |
| --- | ------------------- | - | - | - | - | - | --- | - | --- | - | -- | ------ |
| 1   | Boris Samorodow     | 8 | 8 | 8 | 6 | 8 | 8   | 8 | 1,5 | 8 | 6  | 48     |
| 2   | Wsiewołod Nierytow  | 4 | 6 | 6 | 8 | 4 | 6   | - | 3,5 | - | -  | 29,5   |
| 3   | Åke Östblom         | 6 | 4 | 3 | 4 | 3 | 0,5 | 6 | 3,5 | - | 1  | 24,5   |
| 4   | Gabdrachman Kadyrow | - | - | - | - | 6 | 4   | 3 | 8   | 6 | 2  | 24     |
| 5   | Olle Nygren         | - | - | - | - | - | 3   | 4 | 6   | 4 | 6  | 16     |
| 6   | Antti Pajari        | 2 | - | - | 1 | 1 | 0,5 | 2 | -   | 3 | 3  | 12     |
| 7   | Kjell Svensson      | 3 | 1 | 1 | 3 | - | 2   | - | -   | - | -  | 9      |
| 8   | Boris Zakarow       | 1 | 3 | 4 | - | 2 | -   | - | -   | - | -  | 8      |
| 9   | Willihard Thomsson  | - | 2 | 2 | 2 | - | -   | - | -   | 1 | -  | 7      |
| 10  | Berndt Hörnfeldt    | - | - | - | - | - | -   | - | -   | - | 6  | 6      |
| 11  | Per Olof Söderman   | - | - | - | - | - | -   | - | 1,5 | 2 | -  | 3,5    |
| 12  | Per-Åke Lundgren    | - | - | - | - | - | -   | - | 1   | - | -  | 1      |